# Madeleine Memb
Madeleine Memb, née le 14 juillet 1957, est une journaliste, productrice de radio et militante camerounaise des droits des femmes. Depuis 2006, elle pilote un projet visant à éliminer les mutilations génitales féminines au Cameroun.

## Carrière et activités
Madelaine Memb commence sa carrière de journaliste en 1992, au sein de la chaîne nationale de télévision et radio camerounaise. Elle intègre dans ses sujets des reportages sur la condition féminine, et produit l'émission radiophonique Au nom de la femme. Elle milite aussi pour la paix au sein de la Communauté économique et monétaire de l'Afrique centrale.
En 2005, elle est cofondatrice avec Léontine Babéni de Feminia, un réseau de circulation de l'information destiné aux professionnelles des médias.
Elle mène différentes initiatives en faveur des couches les plus défavorisées, sur des problématiques liées à la sécurité humaine, environnementale et alimentaire, à travers deux autres associations dont elle est membre, International association of women in radio and television (IAWRT) et Medias women of peace.
Elle lutte pour la pénalisation au Cameroun des mutilations génitales féminines, dont le taux de prévalence est estimé à 1,04 %, mais qui bien qu'identifiées surtout dans les régions de Maroua et de Bafoussam toucheraient l'ensemble du territoire.